# HD245423
HD245423 є хімічно пекулярною зорею спектрального класу
A3 й має видиму зоряну величину в смузі V приблизно 10,3.

## Пекулярний хімічний вміст
Зоряна атмосфера HD245423 має підвищений вміст 
Si
.